# Luise Büchner
Pour les articles homonymes, voir Büchner.
Luise Büchner, née le 12 juin 1821 à Darmstadt et morte le 28 novembre 1877 dans la même ville, est une militante féministe et écrivaine allemande. Luise Büchner écrit dès son plus jeune âge des essais, des récits de voyage, des poèmes et un roman. Considérée comme une des premières militantes allemandes pour les droits des femmes, elle défend notamment le droit des filles aux mêmes possibilités d'éducation que les garçons.

## Biographie

### Famille et jeunesse

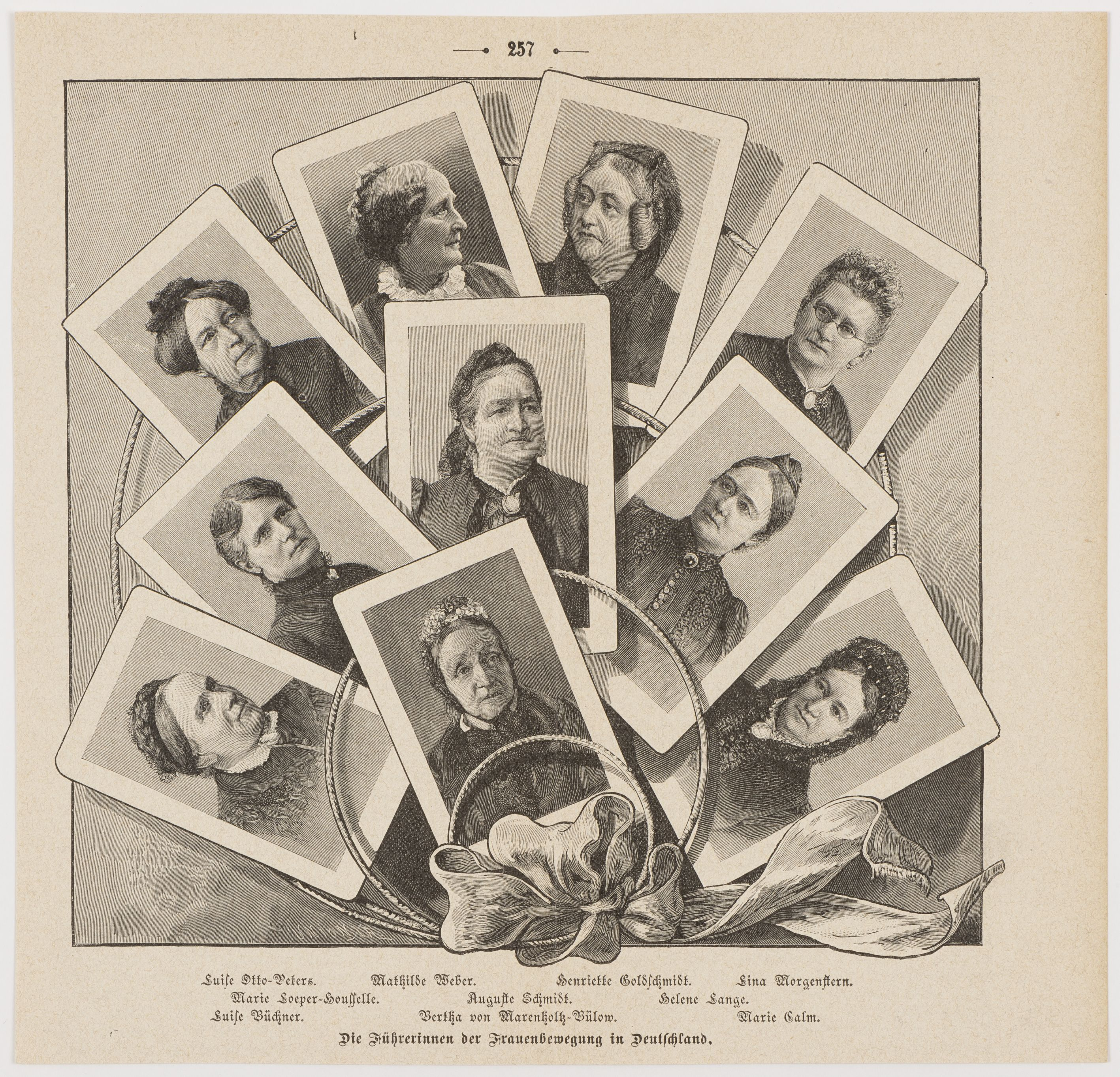
« Les dirigeantes du mouvement des femmes en Allemagne »
Illustration de Die Gartenlaube, 1894, Luise Büchner, rangée du bas à gauche

Luise Büchner est née le 12 juin 1821 à Darmstad. Elle est la fille du chirurgien Ernst Büchner (de) et de Caroline Réuss. Parmi ses cinq frères et sœurs parvenus à l'âge adulte, se trouvent Georg Büchner, Wilhelm Büchner (de), Ludwig Büchner et Alexander Büchner.
Luise Büchner et sa sœur, fréquentent d'abord une école de filles où l'enseignement est basique« Un théologien ignorant et sans instruction m'a coûté une année entière de ma petite scolarité, qui se limitait à la quatorzième année. La formation universitaire d’un jeune homme ne garantit pas qu’il sera également un enseignant de filles plein de tact et consciencieux. ». Par la suite, l'enseignement supérieur n'étant pas accessible aux femmes à cette époque, elle étudie en autodidacte la littérature, la mythologie, l'histoire et les langues étrangères, ce qui lui permet d'exercer différents métiers, comme éducatrice, écrivaine, journaliste ou conférencière en histoire...
Après la mort de ses parents, elle vit avec sa sœur Mathilde (1815–1888), également célibataire, jusqu'à sa mort.

### Littérature
Luise Büchner écrit dès son plus jeune âge des essais, des récits de voyage, des poèmes et un roman. Elle s'inspire pour son œuvre de fiction, notamment ses récits de voyages, de séjours à Paris, en Normandie, en Hollande et en Suisse.
En 1855, son premier ouvrage, Die Frauen und ihr Beruf (Les femmes et leur métier), paraît de manière anonyme. Elle y plaide pour l’égalité d’éducation entre filles et garçons ainsi que pour une formation professionnelle qualifiée pour les femmes, sans toutefois remettre en question le destin des femmes d'être épouses et mère. Une deuxième édition augmentée est publiée dès 1856, cette fois avec son nom comme autrice. Des révisions ultérieures incorporent ses expériences dans le mouvement des femmes. Le succès de ce livre la fait considérer comme une experte de l'éducation des filles en Allemagne,,.
Le récit inachevée Ein Dichter (Un poète, publié à titre posthume) est considérée comme un témoignage important des années d'école de Georg Büchner.
En 1860/1861, Luise Büchner donne chez elle des conférences sur l'histoire allemande aux jeunes filles et aux femmes. Un recueil de ses conférences est publié en 1875,.

### Féminisme
Luise Büchner fait partie des premières militantes des droits des femmes en Allemagne. Elle plaide pour une meilleure éducation des filles et la formation professionnelle des femmes, à travers, notamment, de nombreuses publications et  conférences.
Dès la fin de 1866, Luise Büchner devient une des plus proches collaboratrices de la grande-duchesse Alice de Hesse et du Rhin. Elles fondent ensemble plusieurs projets destinés à améliorer la formation des femmes, comme un centre de formation, le Lycée Alice (Alice Lyceum) dans lequel Luise Büchner est enseignante ou l'Association Verein für Förderung weiblicher Industrie, (qui devient à partir de 1872, Alice-Verein für Frauenbildung und -Erwerb, Association Alice pour l'éducation et l'emploi des femmes) qui en plus de formations professionnelles organise la vente à des prix équitables des produits artisanaux des travailleuses à domicile,.
Elles créent également le Alice-Frauenverein für Krankenpflege (Association Alice pour les soins aux malades) qui propose des cours gratuits en soins infirmiers, indépendamment des instances religieuses, et font de cette fonction, jusque là caritative, une profession salariée pour les femmes,.
Dans les années 1870, Luise Büchner représente les associations féminines d'Alice lors de conférences nationales et rend régulièrement compte de leur travail dans la presse. La première "Assemblée générale des associations féminines pour l'éducation et l'emploi" a lieu à Darmstadt en octobre 1872 à l'invitation de la princesse Alice et de Luise Büchner.
En 1873, lors d'une conférence du ministère prussien de la Culture, Luise Büchner est la première femme à être invitée à présenter une déclaration sur les questions pédagogiques et éducatives dans l'éducation scolaire des filles.
Avec Jenny Hirsch (de), Luise Büchner publie le périodique Der Frauenanwalt.

### Fin de vie
Luise Büchner décède à Darmstadt le 28 novembre 1877. Elle est enterrée dans une tombe d'honneur de l'Ancien cimetière (de) de la ville.

Elle est aujourd'hui considérée comme l'une des pionnières du mouvement féministe du 19e siècle, aux côtés de Louise Otto-Peters et Fanny Lewald. 

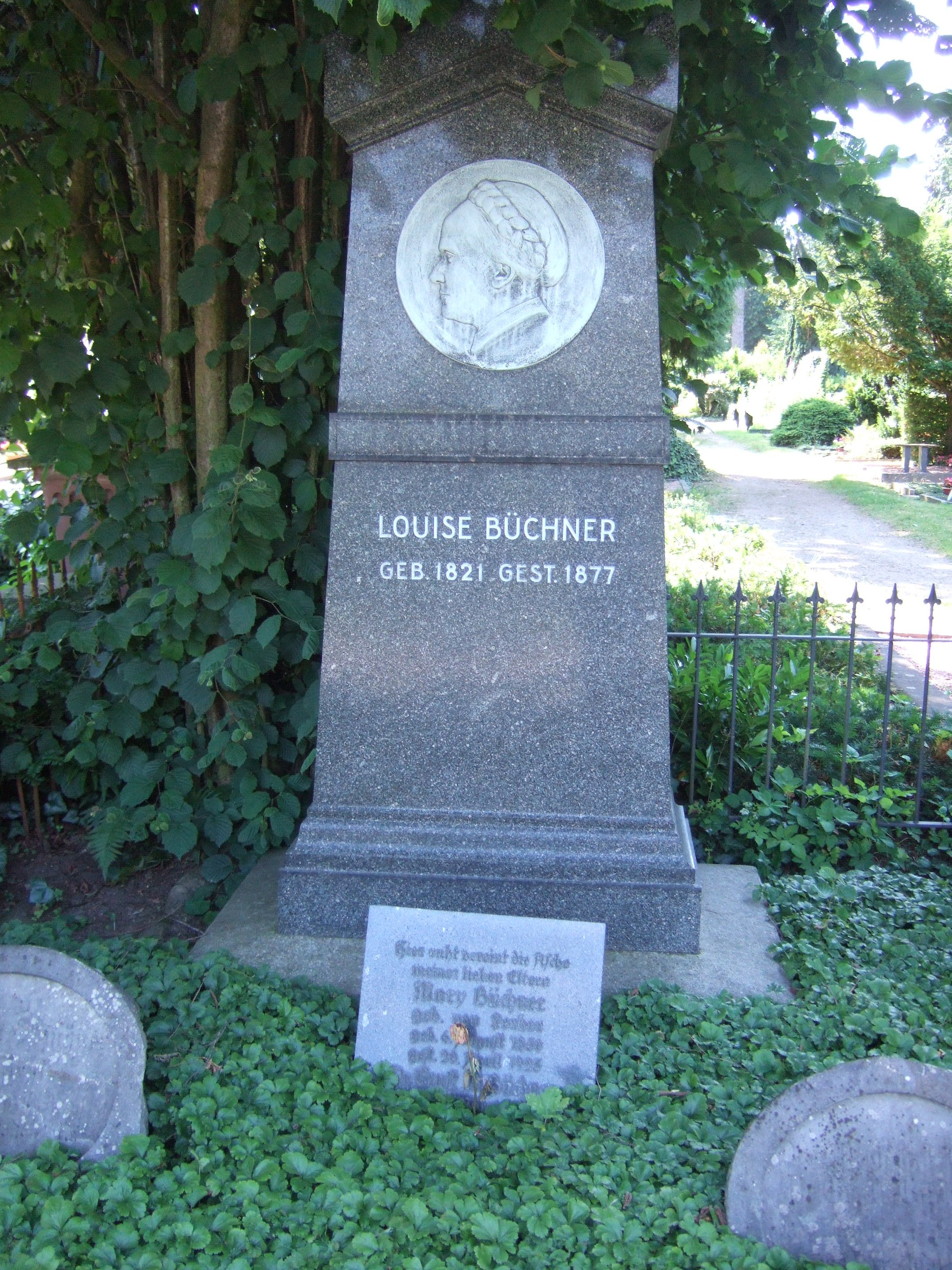
Tombe de Luise Büchner dans l'ancien cimetière de Darmstadt

## Distinctions
La Croix de médecine militaire est décernée à Luise Büchner pour son travail à l'hôpital en 1870/71.
La bibliothèque de la Maison littéraire de Darmstadt (Darmstädter Literaturhaus) porte le nom de Luise Büchner. Il s'agit d'une bibliothèque spécialisée dans l'histoire des femmes et l'histoire du mouvement féministe, fondée au début des années 1970 par le Cercle des femmes allemandes (de).
La bibliothèque est gérée par la Luise Büchner Gesellschaft fondée en 2010.
Celle-ci décerne chaque année, le 28 novembre, à l'occasion de l'anniversaire de la mort de Luise Büchner, le Prix Luise Büchner du journalisme (de) à des auteurs ou autrices ayant dénoncé l'inégalité entre les sexes et proposé une société avec plus d'égalité entre les sexes.

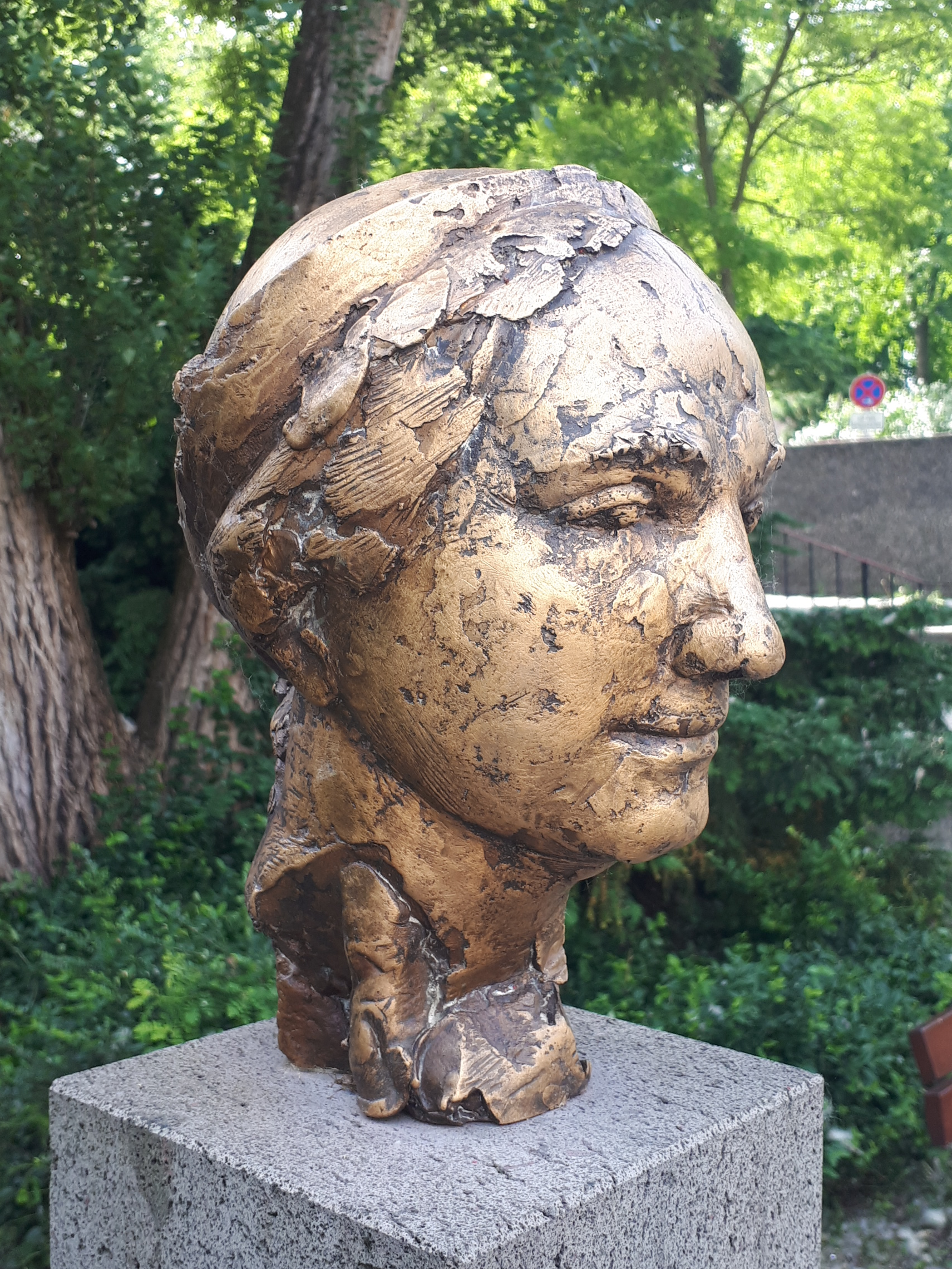
Monument en bronze « Luise Büchner » dans la Döngesborngasse à Darmstadt, créé par Bärbel Dieckmann, photographié le 200. Anniversaire de Luise Büchner

Depuis juin 2017, un monument en bronze créé par la sculptrice Bärbel Dieckmann (de) dans la Döngesborngasse de Darmstadt commémore Luise Büchner. La tête en bronze est volée en avril 2020 puis remplacée en novembre 2020.
Un campus, une école et un chemin à Darmstadt, portent le nom de Luise Büchner.

## Publications
- (de) Die Frauen und ihr Beruf: Ein Buch der weiblichen Erziehung. In zusammenhängenden Aufsätzen niedergeschrieben von Frauenhand, Francfort, Meidinger, 1855 (réimpr. 1856, 1860, 1872) (1re éd. 1855) (lire en ligne)
- (de) Dichterstimmen aus Heimath und Fremde. Für Frauen und Jungfrauen ausgewählt, Hamm, G. Grote’sche Buchhandlung, 1859
- (de) Aus dem Leben. Erzählungen aus Heimath und Fremde, Leipzig, Thomas, Hamouda, 2007 (1re éd. 1861) (ISBN 978-3-940075-05-5, lire en ligne)
- (de) Frauenherz. Gedichte, Hirsch, Books on Demand, Literaturagentur Lange, 2009 (1re éd. 1862) (ISBN 978-3-8391-4384-1)
- (de) Das Schloß zu Wimmis. Roman, Leipzig, Thomas, 1864
- (de) Weihnachtsmärchen, Glogau, Flemming, 1882, 1927, 1868 p.
- (de) « Der Weg zur höheren Berufsbildung für Frauen », Die Frau. Hinterlassene Aufsätze, Abhandlungen und Berichte zur Frauenfrage, Halle,‎ 1878, p. 285–301.
- (de) Weihnachtsmärchen aus Darmstadt und dem Odenwald, Hans-Dietrich Megede, 1980 (réimpr. 2006) (ISBN 978-3-938824-13-9)
- (de) Praktische Versuche zur Lösung der Frauenfrage, 1870
- (de) Ueber weibliche Berufsarten. Was sollen wir werden?, Darmstadt, Kähler, 1872
- (de) Ein Dichter. Novellenfragment, Culturea, 1964, 2022 (ISBN 978-2382741290)

## Théâtre
- Peter Schanz : Luise & Mathilde. Ein Kammer-Spiel um Georg Büchners Schwestern (créée en 2012 au Staatstheater Darmstadt ).
- Lara Yilmaz (metteuse en scène), Elena Postumi (compositrice) : Becoming Luise Büchner, théâtre musical, 2022[8]